# Sabormania pia
Sabormania pia är en fjärilsart som beskrevs av Embrik Strand 1913. Sabormania pia ingår i släktet Sabormania och familjen mott. Inga underarter finns listade i Catalogue of Life.